# 藤原忠基 (難波家)
藤原 忠基（ふじわら の ただもと、康和3年（1101年） - 保元元年（1156年）7月）は、平安時代後期の貴族。藤原北家花山院流、大納言・藤原忠教の長男。官位は正三位・権中納言。

## 経歴
白河院政期中期の天永2年（1111年）叙爵し、保安3年（1122年）侍従次いで右近衛少将に任官。保安4年（1123年）崇徳天皇が即位すると昇殿を許され、翌保安5年（1124年）五位蔵人に任ぜられるなど天皇の身近に仕える。その後は、天治2年（1125年）正五位下、大治元年（1126年）従四位下、大治6年（1131年）従四位上、長承2年（1133年）正四位下、長承3年（1134年）右近衛権中将に叙任されるなど近衛次将を務めながら順調に昇進した。
保延2年（1136年）12月に蔵人頭に補せられるが、1週間足らずで参議に任ぜられ公卿に列す。議政官の傍らで、引き続き近衛中将を務めたほか、皇后宮権亮（皇后・藤原泰子）や太皇太后宮権大夫（太皇太后・令子内親王）を兼帯し、この間の康治元年（1142年）従三位に叙せられている。
久安5年（1149年）正三位・権中納言に昇進するが、仁平3年（1153年）権中納言を辞して太宰権帥に遷った。保元元年（1156年）7月鳥羽法皇の崩御に前後して薨去。

## 人物
『今鏡』によると、神楽の笛を上手に吹いたとされる。実際には父・忠教ほどの名手ではなく、大治2年（1127年）雅仁親王の五十日祝の御遊では、忠教の応援を受けて笛を吹いている。

## 官歴
『公卿補任』による。
- 天永2年（1111年） 8月29日：叙爵（氏爵未給）
- 天永3年（1112年） 正月26日：加賀権守
- 元永2年（1119年） 11月9日：昇殿
- 保安2年（1121年） 正月7日：従五位上（簡一）
- 保安3年（1122年） 正月23日：侍従。9月8日：右近衛少将
- 保安4年（1123年） 正月24日：兼周防介。正月28日：新帝昇殿
- 保安5年（1124年） 4月5日：五位蔵人
- 天治2年（1125年） 正月6日：正五位下（府労）
- 大治元年（1126年） 11月21日：従四位下（府労、朔旦叙位次）、少将如元。11月28日：還昇
- 大治2年（1127年） 正月21日：兼讃岐介
- 大治6年（1131年） 正月5日：従四位上（府労）
- 天承2年（1132年） 正月26日：兼美作権介
- 長承2年（1133年） 正月5日：正四位下（院御給）
- 長承3年（1134年） 2月23日：右近衛権中将。3月19日：皇后宮権亮（皇后・藤原泰子）
- 保延2年（1136年） 12月4日：蔵人頭（頭中将）。12月9日：参議、中将権亮権介如元。12月21日：左近衛中将
- 保延3年（1137年） 正月30日：兼備中権守
- 保延4年（1138年） 日付不詳：兼太皇太后宮権大夫（太皇太后・令子内親王）
- 永治元年（1141年） 11月：服解（父）。12月2日：復任
- 康治元年（1142年） 正月5日：従三位（参議労、重服中）
- 康治2年（1143年） 正月27日：兼備後権守
- 天養元年（1144年） 4月21日：止大夫（本宮崩）
- 久安5年（1149年） 3月18日：兼近江権守。7月28日：権中納言。10月22日：正三位（臨時）
- 仁平3年（1153年） 閏12月23日：太宰権帥、辞権中納言
- 仁平4年（1154年） 正月：可列本座之由宣旨（経定上）
- 保元元年（1156年） 7月：薨去

## 系譜
『尊卑分脈』による。
- 父：藤原忠教
- 母：源季宗の娘
- 妻：源有賢の娘
  - 男子：藤原教宗
- 妻：藤原有広の娘
  - 男子：藤原家通（1143-1187） - 藤原重通の養子
- 妻：藤原為忠の娘
  - 男子：藤原忠仲
- 生母不詳の子女
  - 男子：藤原基家
  - 女子：藤原公重室
  - 女子：藤原信行室